# بیمارستان ۵۷۶ ارتش
بیمارستان ۵۷۶  بیمارستانی است درمانی وابسته به نیروی زمینی ارتش جمهوری اسلامی ایران واقع در شیراز، استان فارس است. 
این بیمارستان دارای بخش‌های مردان ۱ و ۲، زنان، اورژانس، ECT، متادون، UROD و RTMS است و به نظامیان و بازنشستگان نظامی استان‌های فارس و کهگیلویه و بویراحمد و سایر شهروندان خدمات رسانی می‌کند.

## پیشینه
این بیمارستان با ظرفیت ۳۴ تخت که در سال ۱۳۳۰ خورشیدی تأسیس گردید.